# Atletes Neutrals Autoritzats

La bandera/ logotip de l' ANA per als esdeveniments de la IAAF (2017–2020)

La bandera/ logotip de l'ANA per als esdeveniments mundials d'atletisme (des del 2021)

Per a les proves de l'Atletisme Europeu, l'ANA competeix amb la bandera organitzativa.

Atleta Neutral Autoritzat (ANA) i Atleta Neutral Individual (AIN) són una categoria sota la qual els atletes poden competir en competicions esportives internacionals sense representar les seves nacions, tal com és la convenció estàndard de la Carta Olímpica. Fins al juliol de 2025, només atletes russos i bielorussos d'alguns esports han competit o competeixen dins la categoria d'ANA.
Introduït originalment en l'atletisme el 2017 després de l'escàndol de dopatge rus que va sortir a la llum per primera vegada el desembre de 2014, el terme es va introduir a altres esports després de la invasió russa d'Ucraïna el febrer de 2022. Citant un incompliment de la treva olímpica per part del govern rus en què Bielorússia va ser còmplice, el Comitè Olímpic Internacional (COI) va recomanar suspendre tots els equips, oficials i competidors de Rússia i Bielorússia de participar en l'esport a causa de problemes de seguretat, alhora que permetia que els esportistes competissin individualment de manera neutral.